# Reginald Pole
Reginald kardinal Pole, angleški škof in kardinal, * 3. marec 1500, grad Stourton, † 17. november 1558, Canterbury.

## Življenjepis
Leta 1536 je prejel diakonsko posvečenje.
22. decembra istega leta je bil povzdignjen v kardinala. 15. januarja 1537 je bil imenovan za kardinal-diakona Ss. Nereo ed Achilleo, 3. maja istega leta za Ss. Vito, Modesto e Crescenzia in 10. decembra 1540 še za S. Maria in Cosmedin. 1. decembra 1555 je bil povzdignjen v kardinal-duhovnika S. Maria in Cosmedin.
11. decembra 1555 je bil imenovan za apostolskega administratorja Canterburyja, nakar pa je bil leta 1556 imenovan za nadškofa Canterburyja. 
20. marca 1556 je prejel duhovniško in škofovsko posvečenje.